# جايمي مارتي
جايمي مارتي (بالإسبانية: Jaime Martí)‏ هو مبارز بالسيف إسباني، ولد في 15 أكتوبر 1979 في مدريد في إسبانيا.

## وصلات خارجية
- جايمي مارتي على موقع الاتحاد الدولي للمبارزة (الإنجليزية)
- جايمي مارتي على موقع أوليمبيديا (الإنجليزية)